# Ростов (мини-футбольный клуб)
МФК «Ростов» — российский мини-футбольный клуб из города Ростова-на-Дону.
Основан в 2017 году. До августа 2020 года выступал под названием МФК «Пронто». Участник Высшей лиги с сезона 2020/2021.
В ноябре 2020 года на пост главного тренера был назначен известный российский футболист — Густаво. Наивысшее достижение — третье место в Высшей лиге сезона 2021/22.
В январе 2025 года клуб снялся с розыгрыша Высшей лиги.